# Tobrilus flagellatus
Tobrilus flagellatus is een rondwormensoort uit de familie van de Tobrilidae.